# 华山遗址
华山遗址，位于江苏省苏州市虎丘区通安镇，年代为商周。为苏州市文物保护单位。
华山遗址1956年发现，位于通安镇华山西南侧，面积7000平方米。出土各类石器、陶器，具商周及汉朝时代特点。其下层可能有新石器时代遗留。